# Plainview (Oregon, Deschutes megye)
Plainview az Amerikai Egyesült Államok északnyugati részén, Oregon állam Deschutes megyéjében, a U.S. Route 20 közelében elhelyezkedő önkormányzat nélküli település.

## Fordítás
- Ez a szócikk részben vagy egészben  a   Plainview, Deschutes megye, Oregon című angol Wikipédia-szócikk ezen változatának fordításán alapul.  Az eredeti cikk szerkesztőit annak laptörténete sorolja fel. Ez a jelzés csupán a megfogalmazás eredetét és a szerzői jogokat jelzi, nem szolgál a cikkben szereplő információk forrásmegjelöléseként.